# Słodowiec
Słodowiec – osiedle i obszar MSI w dzielnicy Bielany w Warszawie.

## Położenie
Według MSI Słodowiec jest położony między ulicami:
- al. Armii Krajowej od wschodu,
- ul. Władysława Broniewskiego od południa,
- ul. Stefana Żeromskiego od północy,
- ul. Adama Jarzębskiego od zachodu.

## Historia
Słodowiec leży na gruntach dawnej wsi Buraków i osady Słodowiec.

### Kalendarium
- XIII/XIV w. założenie wsi Buraków na terenie obecnego Słodowca i częściowo Piasków (Młocin B),
- 1856 osada Słodowiec zlokalizowana jest przy starej drodze na Powązki (dzisiejsza Włościańska – Elbląska), istnieje tu cegielnia i glinianki,
- 1916 włączenie Słodowca do Warszawy,
- 1994 włączenie Słodowca do gminy Bielany,
- 2002 włączenie Słodowca do dzielnicy Bielany.

## Ważniejsze obiekty
- Chrześcijańska Akademia Teologiczna
- Zespół przyrodniczo-krajobrazowy Olszyna
- Stacja metra Słodowiec
- Kościół Zesłania Ducha Świętego